# 永井直敬
永井 直敬（ながい なおひろ）は、江戸時代中期の譜代大名。下野国烏山藩主、播磨国赤穂藩主、信濃国飯山藩主、武蔵国岩槻藩初代藩主。尚庸系永井家2代。

## 経歴
寛文4年（1664年）、永井尚庸の次男として生まれた。延宝5年（1677年）、父の死去により跡を継ぎ、同年閏12月26日に従五位下、伊賀守に叙任された。貞享4年（1687年）、那須氏が改易され、代わって河内国内に所領を持っていた直敬が下野烏山藩主として転封された。この際に庶兄の永井尚附に500俵を分与した。
元禄7年（1694年）11月15日に寺社奉行となり、後に奏者番も兼任した。
元禄14年（1701年）9月1日、浅野長矩が改易され、空いた播磨赤穂藩主となり3,000石加増され3万3000石となった。しかし直敬は寺社奉行として幕政に参与していたことから、藩政は家臣団によって行なわれた。宝永元年（1704年）10月1日には若年寄となった。宝永2年（1705年）、赤穂藩で大洪水が発生して4000石を失う大被害を受けた。同年9月22日に伊豆守に叙任された。
宝永3年（1706年）1月28日に信濃飯山藩に移封された。宝永8年（1711年）2月11日に武蔵岩槻藩に移封されるが、正徳元年（1711年）6月3日、岩槻にて死去した。享年48。
跡を次男の尚平が継いだ。

## 人物評
- 烏山藩主時代の直敬について『土芥寇讎記』に、人使いが良くない愚将、まだ若く才能があり利発だが「人をからかう癖がある」と記されている。

## 系譜
父母
- 永井尚庸（父）
- 太田資宗の娘（母）

正室、継室
- 丹波国篠山藩主松平典信の娘（正室）
- 永井直右[3]の娘（継室）

子女
- 永井尚品（長男）
- 永井尚平（次男） - 生母は継室。
- 永井直陳（三男） - 兄尚平から分知され旗本1500石。のち兄の尚平の養子として本家相続。生母は継室
- 永井尚方（五男） - 兄尚平から分知され旗本1000石。のち三男の尚備が直陳の義婿養子[4]として本家相続した。
- 内藤頼由（六男） - 信濃国高遠藩主内藤頼卿の末期養子。生母は継室。
- 娘 - 伊勢国菰野藩主土方豊義正室
- 娘 - 信濃国高島藩継嗣諏訪忠尋（早世）正室のち常陸国麻生藩主新庄直祐継室

### その他の親族
赤穂藩の先代藩主にあたる浅野長矩の母方の叔父・内藤忠勝もまた長矩と同じく刃傷沙汰を起こして切腹しているが、この時内藤に刺殺された被害者である丹後国宮津藩2代藩主・永井尚長は直敬の従兄である。